# Matthew Robinson (lekkoatleta)
Matthew MacKenzie „Mack” Robinson  (ur. 18 lipca 1914 w Cairo w stanie Georgia, zm. 12 marca 2000 w Pasadenie w Kalifornii) – amerykański lekkoatleta sprinter, medalista olimpijski z Berlina z 1936.
Wcześnie stracił ojca. Rodzina przeniosła się później do Pasadeny, gdzie dorastał. Jego młodszym bratem był Jackie Robinson, słynny czarnoskóry zawodnik baseballu.
Na igrzyskach olimpijskich w 1936 w Berlinie zdobył srebrny medal w biegu na 200 metrów (za swym rodakiem Jesse Owensem. 
Później studiował na University of Oregon. W 1938 zdobył mistrzostwo USA (AAU) w biegu na 220 jardów, a także akademickie mistrzostwo USA (NCAA) na tym dystansie.
Później był znany z walki z przestępczością uliczną w Pasadenie.